# Paul Halflants
Pour les articles homonymes, voir Halflants.
Œuvres principales
- La Littérature française au XIXe siècle (1907-1914)

Paul Halflants (1873-1945) est un prêtre catholique belge. Professeur à la Faculté de philosophie et lettres de l’Institut Saint-Louis (ancienne dénomination de l'Université Saint-Louis) de Bruxelles, il fut également critique littéraire et essayiste.

## Biographie
Paul Halflants naquit le 20 décembre 1873 à Tirlemont. Son père, Louis Halflants (nl), fut député catholique de l’arrondissement de Louvain de 1879 à 1891. Un de ses frères, Laurent (1868-1949), était aussi prêtre et le peintre Louis Halflants (1898-1984) est son neveu.
Paul Halflants étudia au grand séminaire de Malines, puis à l’université de Louvain où il obtint son diplôme en théologie en 1897.
Ordonné prêtre en 1896, il donna des cours à l’Institut Sainte-Marie, une école secondaire de Schaerbeek de 1897 à 1914.
Halflants fut nommé en 1919 chanoine honoraire du chapitre de la cathédrale Saint-Rombaut de Malines.
Entre 1920 et 1927, il enseigna la littérature à la faculté de Philosophie et Lettres de l’Institut Saint-Louis de Bruxelles.

## Le critique littéraire
Paul Halflants intégra en 1894, à l’âge de 21 ans, la rédaction de la revue littéraire catholique Durendal où il s’occupait des œuvres littéraires contemporaines. Lors du Congrès catholique de Malines en 1910, il fut l’un des premiers à défendre l’enseignement des littératures contemporaine et belge dans les écoles secondaires. Après le congrès, il publia La Littérature moderne dans l’enseignement moyen.
Bien que prêtre, Halflants n’hésitait pas à écrire des critiques dévastatrices à l’encontre d’auteurs catholiques et à louer des écrivains non catholiques. Il prit ainsi la défense en 1906 de Joris-Karl Huysmans dans M. Karl Huysmans et Les Foules de Lourdes.
De 1914 à 1920, Halflants fut président de la Fédération des femmes catholiques, une organisation ayant pour but de centraliser et de coordonner sous l’autorité de l’Église les œuvres des femmes de lettres catholiques.
Halflants représenta à Paris la littérature belge à la Semaine des écrivains catholiques de 1927.

## Publications
L’ouvrage le plus important de Paul Halflants, La Littérature française au XIXe siècle, est constitué de trois tomes publiés entre 1907 et 1914. Une version abrégée intitulée Auteurs français et belges du XIXe siècle est parue en 1921.
Il a entre autres écrit sur Maurice Maeterlinck (1907), Louis Veuillot (1908), Émile Verhaeren (1914) et Camille Lemonnier (1914) et est l’auteur d’innombrables articles parus dans des revues littéraires.
Toujours dans le domaine de la littérature, Halflants est l’auteur de Études de critique littéraire (1924-1932) ou de Religion et littérature. Les croyants – les incrédules (1911).
Paul Halflants est aussi l’auteur de quelques ouvrages religieux : Culte et doctrine catholique (1918), Saint-Bernard de Clervaux. Un moine arbitre de l’Europe au XIIe siècle (1929) et La Doctrine de saint Bernard : le théologien, l’ascète, le mystique, le docteur de l’Église (1932).

### Sources
- (nl) Cet article est partiellement ou en totalité issu de l’article de Wikipédia en néerlandais intitulé « Paul Halflants » (voir la liste des auteurs).
- (nl) Paul Dewalhens et Paul Kempeneers (nl), « Tiense figuren » dans Contact PNT, 1972-1973, no 2.
- Françoise Chatelain, « Paul Halflants », dans Nouvelle Biographie nationale, Bruxelles, t. 2, p. 213-214, 1990.